# Meine Mutter …
Meine Mutter … ist eine deutsche Fernsehfilmreihe der ARD, die im Rahmen der Reihe Endlich Freitag im Ersten ausgestrahlt wird, in deren Mittelpunkt die Eigentümerinnen eines Landgasthofs stehen, dem versehentlich ein Michelinstern verliehen wurde.

## Handlung
Dem Landgasthof „Kupferkanne“ wird versehentlich ein Michelinstern verliehen. Um das richtigzustellen, fährt die Eigentümerin Antonia Janssen nach Köln und trifft hier auf den Sternekoch Rufus von Berg, dem sein Stern eines Lokals mit dem gleichen Namen unerwartet aberkannt worden ist und der ebenfalls auf Wiedergutmachung hofft. Da dies aber nicht so schnell geht wie erhofft und sich die beiden letztendlich ineinander verlieben, gibt Rufus sein Lokal auf und zieht mit seiner Küchenmannschaft zu Toni in die Eifel. Hier betreiben sie nun das Lokal gemeinsam als Cross-over zwischen Sterneküche und Hausmannskost.
Die anfängliche Freude über die Zusammenarbeit weicht allmählich der täglichen Betriebsamkeit. Toni fühlt sich in der Küche von Rufus mehr und mehr verdrängt. Da ihre Mutter in einem Preisausschreiben gewonnen hat, tritt sie mit ihr zusammen ein Wellnesswochenende an. Tonis Mutter trifft dabei auf Rufus’ ehemaligen Angestellten, für den sie vom ersten Moment an Sympathie hegte, und leiht ihm fatalerweise Geld für eine Investition.
Toni und Rufus haben beschlossen zu heiraten. Im Vorfeld reisen Rufus’ Eltern an, um ihre Schwiegertochter in spe in Augenschein zu nehmen. Rufus’ Mutter erscheint Toni aber nicht die passende Frau für ihren Sohn zu sein und so unternimmt sie alles, um Toni bei Rufus schlecht zu machen. Der hält zwar ungebrochen zu seiner Braut, kann aber nicht verhindern, dass durch die Schuld seiner Mutter der erste Heiratstermin platzt und alles in einer wilden Schlägerei in der Kirche endet.
Nachdem es Toni und Rufus dann doch gelungen ist zu heiraten, hätte Tonis Mutter nun auch gern ein Enkelkind. Dieser Wunsch erfüllt sich schneller als erwartet, denn urplötzlich taucht eine frühere Freundin von Rufus auf und lässt ihre 15-jährige Tochter in der neu eröffneten Pension von Tonis Mutter zurück. Zwar war das leicht autistische Mädchen allein auf die Suche nach ihrem Vater gegangen, doch ihrer geschäftlich sehr eingespannten Mutter passt diese kurzzeitige Unterbringung gerade sehr gut in ihren Plan. Nach anfänglichen Schwierigkeiten kommen Toni und Rufus auch mit dem Mädchen zurecht und hoffen, dass sie noch öfter zu Besuch kommen wird.
Nachdem sich Rufus mehr und mehr seiner Tochter zuwendet, zerbricht am Ende die Ehe und Toni muss sich neu finden und orientieren. Das gelingt ihr nur mühsam, sodass ihre Mutter sie mit einem jungen Mann ködern will. Letztendlich interessiert sich dieser jedoch nur für Heidi und beide gehen, trotz eines großen Altersunterschieds und dem Klatsch und Tratsch der Leute, eine Romanze miteinander ein.
Toni konzentriert sich wieder auf die Gastronomie und verpachtet auf Vorschlag ihres neuen Kochs die „Kupferkanne“. Als Neubeginn ohne Sternekoch Rufus investiert sie in ein ganz neues Restaurant, wozu sie die alte Scheune ausbauen lässt und nun vegetarische Kost anbietet.
Alles läuft gut, bis plötzlich Adelheids Zwillingsschwester vor der Tür steht und ihre Ansprüche auf das alte Erbe anmeldet. Sie möchte ausgezahlt werden, um sich ihren Lebensabend finanzieren zu können, doch das würde den Betrieb des Landgasthauses massiv gefährden. Als die Schwestern nach langem Streit eine Lösung finden, stirbt Heidis Schwester überraschend, und damit löst sich das Problem.

## Besetzung
| Schauspieler/in     | Rollenname                    | Bemerkungen | Folgen  | Jahr      |
| ------------------- | ----------------------------- | --- | ------- | --------- |
| Diana Amft          | Antonia ‚Toni‘ Janssen        | Betreiberin des Landgasthofs, Tochter von Adelheid Janssen, Exfreundin von Hans-Jürgen, Ehefrau von Rufus van Berg | 1–      | 2018–     |
| Stephan Luca        | Rufus van Berg                | Sternekoch aus Köln, Ehemann von Toni Janssen, Sohn von Carl und Luise van Berg, Vater von Mia                     | 1–4     | 2018–2020 |
| Margarita Broich    | Adelheid ‚Heidi‘ Janssen      | Mutter von Toni, Schwiegermutter von Rufus                                                                         | 1–      | 2018–     |
| Margarita Broich    | Claudia Rommerskirchen        | Zwillingsschwester von Heidi                                                                                       | 7       | 2022      |
| Nikolaus Benda      | Hans-Jürgen (HaJü)            | Exfreund von Toni, arbeitet zeitweise mit im Landgasthof                                                           | 1–      | 2018–     |
| Filip Peeters       | Ivo                           | Maitre von Rufus, Schwarm von Heidi                                                                                | 1–2     | 2018      |
| Cedric Sprick       | Jungkoch Marc                 | Rufus’ Beikoch und verlässlicher Vertreter in der Küche                                                            | 2–4, 6– | 2018–     |
| Stephan Bieker      | Hanno Haase                   | Postbote | 2–      | 2018–     |
| Ramona Kunze-Libnow | Hannelotte Kümpner-Sellendorf | Dorfbewohnerin, Bekannte von Toni und Heidi                                                                        | 3–      | 2020–     |
| Nagmeh Alaei        | Andrina                       | Freundin von Antonia                                                                                               | 3–      | 2020–     |
| Ava Azadeh          | Nadira                        | Servicekraft | 6–      | 2021–     |
| Margarita Horbach   | Roswitha 'Witti'              | Küchenhilfe | 6–      | 2021–     |
| Lucas Prisor        | Sebastian Holtmann            | Koch | 5–7     | 2021–2022 |

## Episodenliste
| Nr. | Titel                                      | Erstausstrahlung | Regie                   | Einschaltquote        |
| --- | ------------------------------------------ | ---------------- | ----------------------- | --------------------- |
| 1   | Meine Mutter ist unmöglich                 | 18. Mai 2018     | Jurij Neumann           | 4,60 Mio. (16,5 % MA) |
| 2   | Meine Mutter spielt verrückt               | 19. April 2019   | John Delbridge          | 3,68 Mio. (12,7 % MA) |
| 3   | Meine Mutter traut sich was                | 27. März 2020    | John Delbridge          | 4,91 Mio. (13,7 % MA) |
| 4   | Meine Mutter will ein Enkelkind            | 03. April 2020   | Jurij Neumann           | 4,68 Mio. (13,3 % MA) |
| 5   | Meine Mutter im siebten Himmel             | 05. März 2021    | John Delbridge          | 4,43 Mio. (13,4 % MA) |
| 6   | Meine Mutter und plötzlich auch mein Vater | 12. März 2021    | Jurij Neumann           | 4,62 Mio. (14,1 % MA) |
| 7   | Meine Mutter gibt es doppelt               | 28. Oktober 2022 | John Delbridge          | 3,54 Mio. (13,7 % MA) |
| 8   | Meine Mutter raubt die Braut               | 4. November 2022 | Bettina Schoeller Bouju | 3,37 Mio. (12,4 % MA) |

## Kritik
Rainer Tittelbach von Tittelbach.tv wertete: „Während andere ARD-Degeto-Komödien oder -Dramödien stärker am Alltag der Charaktere (Opa wird Papa) interessiert sind und gelegentlich auch Gesellschaftliches (Hotel Heidelberg) oder Wertespezifisches (Billy Kuckuck) in diese Unterhaltungsproduktionen einfließen, so ist in [dieser Reihe] allein Privates von Belang, und dramaturgisch dominieren hier die hinlänglich bekannten Patterns.“
Bei Evangelisch.de charakterisiert Tilmann P. Gangloff die Hauptperson Adelheid Janssen: „eine bodenständige, zupackende Frau um die 60, die ihr Herz auf der Zunge trägt und sich gern einmischt, wenn sie das Gefühl hat, ein Mitmensch müsse zu seinem Glück gezwungen werden. Außerdem ist die Pensionswirtin das beste Beispiel dafür, dass man durchaus aus seiner Haut kann. “